# Раті Брегадзе
Раті Брегадзе (нар. 12 грудня 1982) — грузинський політик і чиновник. Міністр юстиції Грузії з 1 квітня 2021 року.
У 2000-2005 рр. навчався на юридичному факультеті Тбіліського державного університету. Потім навчався в різних університетах Німеччини.
У 2011-2012 рр. юрист юридичної фірми «Мгалоблішвілі, Кіпіані, Дзідзігурі», керівник німецького відділу.
Керівник Національного центру дітей та юнацтва ЛЕПЛ у 2012-2013 рр. 2012-2015 рр. – заступник міністра спорту та молоді. У 2015 році був запрошеним викладачем на юридичному факультеті Університету Грузії. У 2015-2016 рр. був заступником виконавчого директора Міжнародного освітнього центру ЛЕПЛ. У ті ж роки був запрошеним викладачем на юридичному факультеті Викладацького університету імені Сулхана-Саби Орбеліані. У 2016 році був заступником державного міністра у справах діаспори. 2017-2019 - директор Департаменту зв'язків з діаспорою МЗС Грузії. Професор Кавказького університету в 2019 році. 1 квітня 2021 року на посаді міністра юстиції Грузії. До призначення на посаду міністра юстиції він був заступником міністра оборони Грузії.